# Marterpfahl

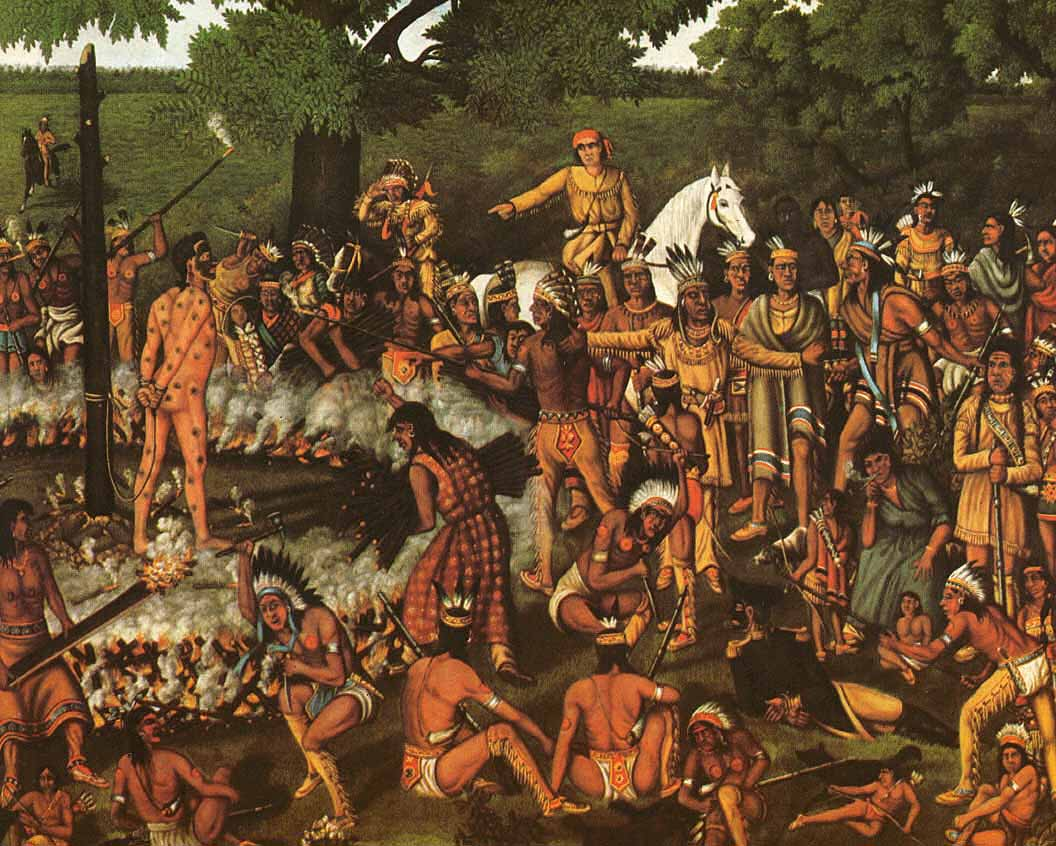
Colonel William Crawford am Marterpfahl, von James Boroff (Ausschnitt). Er wurde als Vergeltung für das Gnadenhütten-Massaker 1782 am Marterpfahl hingerichtet und war wohl das prominenteste Opfer.

Der Marterpfahl war ein bei einigen Indianervölkern im Nordosten der USA verwendeter Pfahl, an den gefangene Feinde festgebunden wurden, die dann einer erniedrigenden bis tödlichen Tortur ausgesetzt wurden. Tatsächlich belegt ist die Verwendung nur bei wenigen Indigenen, darunter den Irokesen, Kiowa, Lenni Lenape und Comanchen. Trotzdem ist der Marterpfahl in der Populärkultur eines der verbreitetsten Klischees über Indianer an sich. Hier findet auch eine Vermengung statt mit Totempfählen, die jedoch bei Völkern der Nordwestküste des nordamerikanischen Kontinents verwendet wurden und völlig anderen Zwecken dienten.
Die Prozedur verlief nicht notwendigerweise tödlich; es sind Berichte überliefert, wonach Personen, die diese Folter überstanden hatten, freigelassen wurden. Sie wurde auch nicht angewandt, wenn der Betroffene vorher eine Art Spießrutenlaufen heil  überstanden hatte, bei dem er eine Gasse aus zwei Reihen von Indianern zu passieren hatte, die auf ihn einschlugen. Ziel war es, den Willen des Gefangenen zu brechen.
Die öffentliche Folter gefangener Feinde am Marterpfahl war ein traditionelles Ritual der genannten Indianervölker. Gefangene Feinde wurden für Stunden, manchmal sogar für Tage, unerträglichen Schmerzen ausgesetzt. Je größer der Respekt war, den die Indianer ihrem Feind entgegenbrachten, desto unbarmherziger war die Tortur. Das Opfer hingegen verhöhnte seine Peiniger und zeigte sich möglichst unbeeindruckt von den Qualen. Das britische Indianerministerium in Detroit nutzte während des Amerikanischen Unabhängigkeitskriegs seinen Einfluss auf die Indianer, um das Töten und Quälen gefangener Gegner zunächst erfolgreich zu unterbinden, doch nach dem Gnadenhütten-Massaker 1782 wurde die traditionelle Praxis als Vergeltungsmaßnahme wieder eingeführt.